# Музыкальная шкатулка
Музыкальная шкатулка — механический программный музыкальный инструмент, производящий звуки в результате зацепления выступов, расположенных на вращающемся цилиндре, с зубцами металлического гребня. Мелодия, воспроизводимая шкатулкой, определяется длиной зубцов на гребне и порядком расположения выступов, фактически является примитивнейшим программируемым механическим устройством. Привод может быть механическим (от заводной спиральной ленточной пружины, которую взводят рукояткой или заводным ключом, как у часов), так и электрическим, от маленького электродвигателя с редуктором. Инструмент был популярен в XIX и начале XX веков до распространения граммофонов, производится и сегодня, зачастую музыкальные шкатулки продаются как сувениры.
Характерный звук музыкальной шкатулки имитируется в некоторых произведениях, в основном для фортепиано.
Для королевы Виктории была сделана необычная шкатулка, она начинала играть гимн Великобритании, когда на неё садились.